# Radioactief jodiumtherapie
Radioactief jodiumtherapie is therapie in de nucleaire geneeskunde voor de behandeling van adenoom in de schildklier, de ziekte van Graves, schildkliervergroting en bepaalde vormen van schildklierkanker. Voor de behandeling wordt gebruikgemaakt van het radioactieve isotoop 131I, met overwegend bètastraling en een halveringstijd van acht dagen en die in het menselijk lichaam alleen in de schildkliercellen wordt opgeslagen.